# 中須賀克行
中須賀 克行 （なかすが かつゆき、1981年8月9日 - ）は、福岡県北九州市出身のモーターサイクル・ロードレースライダーである。2021年現在全日本ロードレース選手権JSB1000クラス出場中。

## 人物
3歳から12歳までポケットバイクで遊んでいたことからライダーを夢見るようになり、地元の九州国際大学に通う傍らロードレースに参戦するようになった。憧れのライダーはウェイン・レイニー、ケビン・シュワンツ、吉川和多留。
2000年から2004年まで全日本ロードレースGP250に参戦、2005年からはJSB1000クラスに転向し、2008年・2009年・2012年から2016年・2018年・2019年・2021年と10度のタイトルを獲得している。また鈴鹿8時間耐久ロードレースでは2015年から4連覇を果たし、1993年から3年連続で優勝したアーロン・スライトの記録を更新した。2018年は決勝前日の転倒による負傷で出走はできなかったが、個人及び同一チームでの4連覇という記録を打ち立てた。
中須賀の世界GPデビューは2011年の最終戦バレンシアで、負傷したホルヘ・ロレンソの代役として参戦、6位でフィニッシュした。2012年はワイルドカードで日本GPに参戦、9位でフィニッシュしている。最終戦のバレンシアにも負傷したベン・スピーズに代わって参戦、ウェットとなったこのレースでは路面状況と多くのリタイヤにも助けられ、優勝したダニ・ペドロサに次いで2位でフィニッシュした。この年、他のクラスも併せて表彰台に上った日本人ライダーは彼のみであった。
愛称は「ナカスガサーン」。2011年のMotoGP参戦時にヤマハから出された英文リリースが初出と言われているが、その後日本国内のファンの間で定着した。また英語圏のメディアの報道でも、以後「Nakasuga-san」の表記が多く使われており、国を問わず呼称が定着していることが窺える。
妻は鈴鹿サーキットクイーン29期生だった山本佳世子で、2009年3月に結婚し、同年9月に第一子（男児）が誕生。2010年11月23日に行われた挙式には及川誠人、武田雄一、成田亮なども参列したという。
現在は全日本ロードレースに参戦する傍ら、ヤマハのMotoGPテストライダーの役割も果たしている。

## 主な戦績

### 全日本ロードレース選手権
- 2000年 - GP250ランキング11位。RC甲子園から参戦。
- 2001年 - GP250ランキング20位。MOTOREX DAYTONAから参戦。
- 2002年 - GP250ランキング5位。TEAM NAKASUGAから参戦。
- 2003年 - GP250ランキング8位。SP忠男レーシングチームから参戦。
- 2004年 - GP250ランキング5位（1勝）。SP忠男レーシングチームから参戦（ヤマハ）。
- 2005年 - JSB1000ランキング12位（最高位6位）。SP忠男レーシングチームから参戦（ヤマハ）。
- 2006年 - JSB1000ランキング9位（最高位5位3回）。YSP&PRESTOレーシングから参戦（ヤマハ）。
- 2007年 - JSB1000ランキング4位（2勝）。YSP&PRESTOレーシングから参戦（ヤマハ）。
- 2008年 - JSB1000年間チャンピオン（2勝）。YSP&PRESTOレーシングから参戦（ヤマハ）。
- 2009年 - JSB1000年間チャンピオン（2勝）。YSP Racing Teamから参戦 （ヤマハ）。
- 2010年 - JSB1000ランキング3位。YSP Racing Team with TRCから参戦（ヤマハ）。
- 2011年-  JSB1000ランキング5位（1勝）。YSP Racing Team with TRCから参戦（ヤマハ）。
- 2012年 - JSB1000年間チャンピオン（4勝）。YSP Racing Teamから参戦（ヤマハ）。
- 2013年 - JSB1000年間チャンピオン（4勝）。YSP Racing Teamから参戦（ヤマハ）。
- 2014年 - JSB1000年間チャンピオン（4勝）。YSP Racing Teamから参戦（ヤマハ）。
- 2015年 - JSB1000年間チャンピオン（7勝）。ヤマハ・ファクトリー・レーシングチームから参戦（ヤマハ）。
- 2016年 - JSB1000年間チャンピオン（6勝）。ヤマハ・ファクトリー・レーシングチームから参戦（ヤマハ）。
- 2017年-  JSB1000ランキング6位（5勝）。ヤマハ・ファクトリー・レーシングチームから参戦（ヤマハ）。
- 2018年 - JSB1000年間チャンピオン（8勝）。ヤマハ・ファクトリー・レーシングチームから参戦（ヤマハ）。
- 2019年 - JSB1000年間チャンピオン（6勝）ヤマハ・ファクトリー・レーシングチームから参戦（ヤマハ）。
- 2020年 - JSB1000ランキング7位（1勝）。ヤマハ・ファクトリー・レーシングチームから参戦（ヤマハ）。
- 2021年 - JSB1000年間チャンピオン（10勝）。ヤマハ・ファクトリー・レーシングチームから参戦（ヤマハ）。
- 2022年 - JSB1000年間チャンピオン（13勝）。 ヤマハ・ファクトリー・レーシングチームから参戦（ヤマハ）。
- 2023年 - JSB1000年間チャンピオン（9勝）。ヤマハ・ファクトリー・レーシングチームから参戦(ヤマハ)。
- 2024年-JSB1000クラスランキング2位(4勝)。ヤマハ・ファクトリー・レーシングチームから参戦(ヤマハ)。
- 2025年-

### MotoGP
- 2011年 - MotoGPクラス第17戦・第18戦スポット参戦[12]。第17戦キャンセル、第18戦6位。ヤマハ・ファクトリー・レーシングから参戦。
- 2012年 - MotoGPクラス第15戦・第18戦スポット参戦。第15戦9位、第18戦は16番グリッドから2位となり、MotoGPクラスのスポット参戦者としてはトロイ・ベイリス、日本人参戦者としては中野真矢以来の表彰台獲得[13][14]。ヤマハ・ファクトリー・レーシングから参戦。
- 2013年 - MotoGPクラス第17戦にスポット参戦し11位完走。YSP Racing Teamから参戦。
- 2014年 - MotoGPクラス第15戦にスポット参戦し12位完走。YAMALUBE レーシングチーム with YSP として参戦。
- 2015年 - MotoGPクラス第15戦にスポット参戦し8位完走。ヤマハ・ファクトリー・レーシングチームから参戦。
- 2016年 - MotoGPクラス第15戦にスポット参戦し11位完走。YAMALUBE ヤマハ・ファクトリー・レーシングチームから参戦。
- 2017年 - MotoGPクラス第15戦にスポット参戦し12位完走。YAMALUBE ヤマハ・ファクトリー・レーシングチームから参戦。
- 2018年 - MotoGPクラス第16戦にスポット参戦し14位完走。YAMALUBE ヤマハ・ファクトリー・レーシングチームから参戦。

### シーズン別
| 年     | クラス | 車両   | チーム                                        | 出走回数 | 優勝回数 | 表彰台 | PP | FL | ポイント | ランキング |
| ------ | ------ | ------ | --------------------------------------------- | -------- | -------- | ------ | -- | -- | -------- | ---------- |
| 2002年 | 250cc  | ヤマハ |                                               | 1        | 0        | 0      | 0  | 0  | 4        | 31位       |
| 2003年 | 250cc  | ヤマハ |                                               | 1        | 0        | 0      | 0  | 0  | 0        | NC         |
| 2004年 | 250cc  | ヤマハ | SP忠男レーシングチーム                        | 1        | 0        | 0      | 0  | 0  | 0        | NC         |
| 2011年 | MotoGP | ヤマハ | ヤマハ・ファクトリー・レーシング              | 1        | 0        | 0      | 0  | 0  | 10       | 18位       |
| 2012年 | MotoGP | ヤマハ | ヤマハ・ファクトリー・レーシング              | 2        | 0        | 1      | 0  | 0  | 27       | 18位       |
| 2013年 | MotoGP | ヤマハ | ヤマハ YSP レーシングチーム                   | 1        | 0        | 0      | 0  | 0  | 5        | 22位       |
| 2014年 | MotoGP | ヤマハ | YAMALUBE YSP レーシングチーム                 | 1        | 0        | 0      | 0  | 0  | 4        | 26位       |
| 2015年 | MotoGP | ヤマハ | ヤマハファクトリー・レーシングチーム          | 1        | 0        | 0      | 0  | 0  | 8        | 23位       |
| 2016年 | MotoGP | ヤマハ | YAMALUBE ヤマハファクトリー・レーシングチーム | 1        | 0        | 0      | 0  | 0  | 5        | 23位       |
| 合計   |        |        |                                               | 10       | 0        | 1      | 0  | 0  | 63       |            |

### レース別
（凡例）
| 年     | クラス | 車両   | 1       | 2   | 3   | 4   | 5   | 6   | 7   | 8   | 9   | 10  | 11  | 12     | 13     | 14  | 15     | 16  | 17     | 18    | 順位 | ポイント |
| ------ | ------ | ------ | ------- | --- | --- | --- | --- | --- | --- | --- | --- | --- | --- | ------ | ------ | --- | ------ | --- | ------ | ----- | ---- | -------- |
| 2002年 | 250cc  | ヤマハ | JPN     | RSA | SPA | FRA | ITA | CAT | NED | GBR | GER | CZE | POR | BRA    | PAC 12 | MAL | AUS    | VAL |        |       | 31位 | 4        |
| 2003年 | 250cc  | ヤマハ | JPN Ret | RSA | SPA | FRA | ITA | CAT | NED | GBR | GER | CZE | POR | BRA    | PAC    | MAL | AUS    | VAL |        |       | NC   | 0        |
| 2004年 | 250cc  | ヤマハ | RSA     | SPA | FRA | ITA | CAT | NED | BRA | GER | GBR | CZE | POR | JPN 20 | QAT    | MAL | AUS    | VAL |        |       | NC   | 0        |
| 2011年 | MotoGP | ヤマハ | QAT     | SPA | POR | FRA | CAT | GBR | NED | ITA | GER | USA | CZE | IND    | RSM    | ARA | JPN    | AUS | MAL C  | VAL 6 | 18位 | 10       |
| 2012年 | MotoGP | ヤマハ | QAT     | SPA | POR | FRA | CAT | GBR | NED | GER | ITA | IND | IND | CZE    | RSM    | ARA | JPN 9  | MAL | AUS    | VAL 2 | 18位 | 27       |
| 2013年 | MotoGP | ヤマハ | QAT     | AME | SPA | FRA | ITA | CAT | NED | GER | IND | IND | CZE | GBR    | RSM    | ARA | MAL    | AUS | JPN 11 | VAL   | 22位 | 5        |
| 2014年 | MotoGP | ヤマハ | QAT     | AME | ARG | SPA | FRA | ITA | CAT | NED | GER | IND | CZE | GBR    | RSM    | ARA | JPN 12 | AUS | MAL    | VAL   | 26位 | 4        |
| 2015年 | MotoGP | ヤマハ | QAT     | AME | ARG | SPA | FRA | ITA | CAT | NED | GER | IND | CZE | GBR    | RSM    | ARA | JPN 8  | AUS | MAL    | VAL   | 23位 | 8        |
| 2016年 | MotoGP | ヤマハ | QAT     | ARG | AME | SPA | FRA | ITA | CAT | NED | GER | AUT | CZE | GBR    | RSM    | ARA | JPN 11 | AUS | MAL    | VAL   | 23位 | 5        |

その他
- 2015年 - 鈴鹿8時間耐久ロードレース優勝（中須賀、ポル・エスパルガロ、ブラッドリー・スミス）。ヤマハ・ファクトリー・レーシングチームから参戦。
- 2016年 - 鈴鹿8時間耐久ロードレース優勝（中須賀、ポル・エスパルガロ、アレックス・ロウズ）。ヤマハ・ファクトリー・レーシングチームから参戦。
- 2017年 - 鈴鹿8時間耐久ロードレース優勝（中須賀、アレックス・ロウズ、マイケル・ファン・デル・マーク）。ヤマハ・ファクトリー・レーシングチームから参戦。
- 2018年 - 鈴鹿8時間耐久ロードレース優勝（中須賀、アレックス・ロウズ、マイケル・ファン・デル・マーク）。ヤマハ・ファクトリー・レーシングチームから参戦。

## 賞詞
- 鈴鹿サーキット『モータースポーツ顕彰』（2014年度）[15]

## 参照
1. ↑  Yamaha team rider profile Retrieved 13 April 2012. （日本語）
2. ↑  JSB1000 ライダープロフィール 中須賀克行 2020年9月1日閲覧。
3. 1 2  長野博 20th Centuryエンジン (2012年3月31日). “靴下と塩で縁担ぎ／JSB1000クラス中須賀克行選手を直撃”. 東京中日スポーツ 2015年7月29日閲覧。{{cite news}}:  CS1メンテナンス: 数字を含む名前/author (カテゴリ)
4. ↑  「決勝に出走しない中須賀を「チームだから大丈夫」と励ましたロウズ／ヤマハファクトリー鈴鹿8耐優勝会見」『AUTO SPORT web』2018年7月30日。2018年7月30日閲覧。
5. ↑  Katsuyuki Nakasuga to Replace Jorge Lorenzo for Malaysian Grand Prix - YAMAHA Racing・2011年10月19日
6. ↑  ナカスガサーン祭り 2012 Nakasuga-san Festival - Togetter
7. ↑  Katsuyuki Nakasuga to replace Ben Spies at Valencia - motoGP.com・2012年10月28日
8. ↑  Yamaha's Nakasuga steals the show in season finale at Valencia - motorsport.com・2012年11月12日
9. ↑  『鈴鹿サーキットクイーン29期生決定!』（PDF）（プレスリリース）モビリティランド、2007年4月9日。2015年7月29日閲覧。
10. ↑  「コカコーラ ゼロ 鈴鹿サーキットクイーン」『ギャルズ・パラダイス「2007トップレースクイーン編」』、三栄書房、2007年9月27日、28頁、2015年7月29日閲覧。
11. 1 2  “2011年はゼッケン1を取り戻す! 中須賀克行が地元で挙式”.   全日本ロードレース選手権公式サイト (2010年11月24日). 2015年7月29日閲覧。
12. ↑  motogp.com - ヤマハ：中須賀克行の負傷代役を発表
13. ↑  “中須賀克行がMotoGP最終戦バレンシアGPで2位に入賞!!”. livedoorニュース (ライブドア). (2012年11月14日) 2015年7月29日閲覧。
14. ↑  motogp.com - 中須賀克行が最高峰クラスで日本人16人目の表彰台獲得
15. ↑  “中須賀克行、2014年度モータースポーツ顕彰を授彰…ヤマハではノリック以来”.   response.jp (2015年3月10日). 2015年7月29日閲覧。